# آماندا ناکس
آماندا ماری ناکس (انگلیسی: Amanda Marie Knox؛ زادهٔ ۹ ژوئیهٔ ۱۹۸۷) یک پدیدآور اهل ایالات متحده آمریکا است.
او در سال ۲۰۰۷ میلادی متهم به قتل مردیت کرچر، دانشجوی انگلیسی شد. در نهایت و پس‌از یک فرایند قانونی طولانی مدت، از جمله درخواست تجدید نظر و پیگرد قانونی، ناکس در سال ۲۰۱۱ میلادی آزاد شد و به ایالات متحده بازگشت. در تاریخ ۲۷ مارس ۲۰۱۵ میلادی، دیوان‌عالی کشور ایتالیا با رأی قطعی، ناکس را تبرئه کرد.